# リファト・ジェマレトジノフ
リファト・ジェマレトジノフ（Rifat Zhemaletdinov 、1996年9月20日 - ）は、ロシア・モスクワ出身の同国代表プロサッカー選手。FCロコモティフ・モスクワ所属。ポジションはFW。

## 経歴

### クラブ
地元クラブであるFCロコモティフ・モスクワのアカデミーで育成された。2016年2月25日、UEFAヨーロッパリーグのフェネルバフチェSK戦でデビューを果たした。
2016年7月4日、FCルビン・カザンと契約を結んだ。
2018年6月24日、ロコモティフ・モスクワに復帰。

### 代表
U-17ロシア代表の一員として臨んだUEFA U-17欧州選手権2013では1ゴールを挙げ、チームの優勝に貢献した。同年の2013 FIFA U-17ワールドカップにも参加している。UEFA U-19欧州選手権2015では決勝まで進んだが、スペイン代表に敗れ惜しくも準優勝に終わった。
2019年10月、UEFA EURO 2020予選でフル代表に初招集された。
2021年3月24日、2022 FIFAワールドカップ・ヨーロッパ予選のマルタ代表戦でフル代表デビューを果たした。
2021年6月2日、UEFA EURO 2020に臨むロシア代表26人の一人に選ばれた。同大会では2試合に出場したが、チームはグループステージ敗退に終わった。

## タイトル
ロコモティフ・モスクワ
- ロシア・カップ: 2018–19[6]、2020–21[7]
- ロシア・スーパーカップ: 2019

U-17ロシア代表
- UEFA U-17欧州選手権: 2013[8]